# Алтачейский заказник
Алтаче́йский заказник — государственный природный заказник федерального значения, созданный в 1966 году и являющийся старейшим заказником в Бурятии. С 3 марта 2011 года — структурное подразделение ФГБУ «Байкальский государственный заповедник».
Площадь заказника — 78 373 га. Расположен в Мухоршибирском районе на западном склоне Заганского хребта (Селенгинское среднегорье).
Флора насчитывает порядка 614 видов высших растений, 4 из них занесены в Красную книгу Бурятии, 2 вида — в Красную Книгу России: надбородник безлистный и гнездоцветка клобучковая. Обитатели заказника — представители таёжно-сибирской, лесостепной и степной фауны: изюбрь, волк, кабан, кабарга, косуля, лисица, заяц-беляк, соболь, глухарь, рябчик, бородатая куропатка. Охраняются и такие редкие животные, как даурский ёж, заяц-толай, тушканчик-прыгун, длиннохвостый хомячок, корсак, выдра, манул, сурок-тарбаган, солонгой, чёрный аист, беркут, дрофа.